# Дария Гаврилова
Дария Алексеевна Гаврилова (на руски: Дарья Алексеевна Гаврилова; родена на 5 март 1994 г. в Москва) е руско-австралийска тенисистка.
Гаврилова има успешна юношеска кариера, която включва златен медал от Летните младежки олимпийски игри през 2010 г., титла на сингъл от US Open 2010, титла на двойки от Ролан Гарос 2012 и финал на Ролан Гарос 2009. През август 2010 г. тя става и номер 1 в света при девойките.
Гаврилова има 4 титли на сингъл и 2 на двойки от веригата на ITF. Най-големите ѝ успехи идват през 2015 г., когато на Маями Оупън 2015 и Интернационали БНЛ д'Италия 2015 тя побеждава бившите номер 1 Мария Шарапова и Ана Иванович респективно. През месец юли, заедно с Елина Свитолина, печели титлата на двойки на Истанбул Къп 2015. На 17 август 2015 г. тя стига до №36 в света. Неин треньор е бившата тенисистка Никол Прат.

## Кариера

### Финали на турнири отWTA Тур

#### Двойки: 1 (1 – 0)
| Легенда                              |
| ------------------------------------ |
| Турнири от Големия шлем (0 – 0)      |
| Шампионат на WTA Тур (0 – 0)         |
| Задължителни Висши & Висши 5 (0 – 0) |
| Висши (0 – 0)                        |
| Международни (1 – 0)                 |

| Финали по настилка |
| ------------------ |
| Твърда (1 – 0)     |
| Трева (0 – 0)      |
| Клей (0 – 0)       |
| Мокет (0 – 0)      |

| Изход     | No. | Дата        | Турнир                         | Настилка | Партньор        | Опоненти                       | Резултат               |
| --------- | --- | ----------- | ------------------------------ | -------- | --------------- | ------------------------------ | ---------------------- |
| Шампионки | 1.  | 26 юли 2015 | Истанбул Къп, Истанбул, Турция | Твърда   | Елина Свитолина | Чагла Буюкакчай Йелена Янкович | 5 – 7, 6 – 1, [10 – 4] |

### Финали от Големия шлем за девойки: 3 (2 титли, 1 финал)

#### Сингъл: 2 (1 титла, 1 финал)
| Изход      | No. | Година | Турнир      | Настилка | Опонент на финала   | Резултат на финала |
| ---------- | --- | ------ | ----------- | -------- | ------------------- | ------------------ |
| Финалистка | 1.  | 2009   | Ролан Гарос | Клей     | Кристина Младенович | 3 – 6, 2 – 6       |
| Шампионка  | 1.  | 2010   | Us Open     | Твърда   | Юлия Путинцева      | 6 – 3, 6 – 2       |

#### Двойки: 1 (1 титла)
| Изход     | No. | Година | Турнир      | Настилка | Партньор        | Опоненти на финала                   | Резултат на финала     |
| --------- | --- | ------ | ----------- | -------- | --------------- | ------------------------------------ | ---------------------- |
| Шампионка | 1.  | 2012   | Ролан Гарос | Клей     | Ирина Хромачева | Монтсерат Гонзалес Беатрис Хадад Мая | 4 – 6, 6 – 4, [10 – 8] |

### Финали на Летни младежки олимпийски игри: 1 (1 златен медал)
| Изход     | Година | Домакин  | Настилка | Опонент на финала | Резултат            |
| Шампионка | 2010   | Сингапур | Твърда   | Джън Сайсай       | 2 – 6, 6 – 2, 6 – 0 |

### ITF Финали: 9 (6 – 3)

#### Сингъл: 6 (4 – 2)
| Легенда          |
| ---------------- |
| $100 000 турнири |
| $75 000 турнири  |
| $50 000 турнири  |
| $25 000 турнири  |
| $15 000 турнири  |
| $10 000 турнири  |

| Финали по настилка |
| ------------------ |
| Твърда (4 – 1)     |
| Клей (0 – 1)       |
| Трева (0 – 0)      |
| Мокет (0 – 0)      |

| Изход      | No. | Дата             | Турнир               | Настилка | Опонент            | Резултат            |
| ---------- | --- | ---------------- | -------------------- | -------- | ------------------ | ------------------- |
| Финалистка | 1.  | 27 март 2011     | Москва, Русия        | Твърда   | Людмила Киченок    | 2 – 6, 0 – 6        |
| Шампионка  | 1.  | 17 април 2011    | Анталия, Турция      | Твърда   | Ксения Ликина      | 6 – 4, 4 – 6, 6 – 2 |
| Финалистка | 2.  | 14 май 2012      | Москва, Русия        | Клей     | Маргарита Гаспарян | 6 – 4, 4 – 6, 6 – 7 |
| Шампионка  | 2.  | 11 октомври 2014 | Банкок, Тайланд      | Твърда   | Сабина Шарипова    | 7 – 6, 6 – 3        |
| Шампионка  | 3.  | 7 февруари 2015  | Берни, Австралия     | Твърда   | Ирина Фалкони      | 7 – 5, 7 – 5        |
| Шампионка  | 4.  | 15 февруари 2015 | Лонсестон, Австралия | Твърда   | Тереза Мрдежа      | 6 – 1, 6 – 2        |

#### Двойки: 3 (2 – 1)
| Легенда          |
| ---------------- |
| $100 000 турнири |
| $75 000 турнири  |
| $50 000 турнири  |
| $25 000 турнири  |
| $15 000 турнири  |
| $10 000 турнири  |

| Финали по настилка |
| ------------------ |
| Твърда (1 – 1)     |
| Клей (1 – 0)       |
| Трева (0 – 0)      |
| Мокет (0 – 0)      |

| Изход      | No. | Дата             | Турнир           | Настилка | Партньорка      | Опонентки                        | Резултат     |
| ---------- | --- | ---------------- | ---------------- | -------- | --------------- | -------------------------------- | ------------ |
| Шампионки  | 1.  | 30 април 2012    | Киасо, Швейцария | Клей     | Ирина Хромачева | Кони Перен Маша Зец-Пешкирич     | 6 – 0, 7 – 6 |
| Шампионки  | 2.  | 7 юли 2014       | Сакраменто, САЩ  | Твърда   | Сторм Сандърс   | Мария Санчес Зоуи Гуен Скандалис | 6 – 2, 6 – 1 |
| Финалистки | 1.  | 11 октомври 2014 | Банкок, Тайланд  | Твърда   | Ирина Хромачева | Лю Чан Лу Дзядзин                | 4 – 6, 3 – 6 |